# Parafia Najświętszego Serca Pana Jezusa w Tarnowie
Parafia Najświętszego Serca Pana Jezusa w Tarnowie – parafia rzymskokatolicka znajdująca się w diecezji tarnowskiej w dekanacie Tarnów Wschód.

## Proboszczowie
- 1949–1992: Stefan Dobrzański
- 1992–2000: Stanisław Mlyczyński
- 2000–2007: Stanisław Sojka
- 2007–2012: Antoni Bielak
- 2012–2020: ks. Adam Kardyś
- od 2020:   ks. Bogusław Skotarek